# Amphoe Ranot
Amphoe Ranot (thailändisch อำเภอ ระโนด, malaiisch Renut) ist der nördlichste Landkreis (Amphoe – Verwaltungs-Distrikt) der Provinz Songkhla. Die Provinz Songkhla liegt in der Südregion von Thailand an der Küste zum Golf von Thailand.

## Geographie
Benachbarte Distrikte und Gebiete (von Süden im Uhrzeigersinn): die Amphoe Sathing Phra und Krasae Sin in der Provinz Songkhla, die Amphoe Mueang Phatthalung und Khuan Khanun in der Provinz Phatthalung sowie die Amphoe Cha-uat und Hua Sai in der Provinz Nakhon Si Thammarat. Im Osten liegt der Golf von Thailand.
Der westliche Teil des Landkreises ist das Ufer des Thale Noi, der nördliche des Songkhla-Sees.

## Verwaltung

### Provinzverwaltung
Amphoe Ranot ist in zwölf Unterbezirke (Tambon) eingeteilt, welche weiter in 72 Dorfgemeinschaften (Muban) unterteilt sind.
| Nr. | Name          | Thai    | Dörfer | Einw.  |
| --- | ------------- | ------- | ------ | ------ |
| 01. | Ranot         | ระโนด   | 07     | 10.598 |
| 02. | Khlong Daen   | คลองแดน | 05     | 03.340 |
| 03. | Takhria       | ตะเครียะ | 05     | 04.101 |
| 04. | Tha Bon       | ท่าบอน   | 10     | 08.771 |
| 05. | Ban Mai       | บ้านใหม่  | 09     | 04.356 |
| 06. | Bo Tru        | บ่อตรุ    | 05     | 07.796 |
| 07. | Pak Trae      | ปากแตระ | 06     | 05.946 |
| 08. | Phang Yang    | พังยาง   | 04     | 03.424 |
| 09. | Ra Wa         | ระวะ    | 07     | 06.313 |
| 10. | Wat Son       | วัดสน    | 04     | 04.956 |
| 11. | Ban Khao      | บ้านขาว  | 06     | 04.549 |
| 12. | Daen Sa-nguan | แดนสงวน | 04     | 02.796 |

### Lokalverwaltung
Es gibt drei Kleinstädte (Thesaban Tambon) im Landkreis:
- Bo Tru (เทศบาลตำบลบ่อตรุ) besteht aus Teilen der Tambon Bo Tru, Ra Wa und Wat Son.
- Ranot (เทศบาลตำบลระโนด) besteht aus Teilen des Tambon Ranot.
- Pak Trae (เทศบาลตำบลปากแตระ) besteht aus dem ganzen Tambon Pak Trae.

Außerdem gibt es zehn „Tambon-Verwaltungsorganisationen“ (TAO, องค์การบริหารส่วนตำบล) für die Tambon oder die Teile von Tambon im Landkreis, die zu keiner Stadt gehören.